# Museum Alte Lateinschule
Das Museum Alte Lateinschule ist ein barockes Gebäude im Stadtkern von Großenhain, das auf den Grundmauern eines nach 1540 entstandenen Vorgängerbaues steht. Es gilt deshalb als eines der ältesten Gebäude Großenhains und beheimatet heute das 1907 an dieser Stelle begründete Museum der Stadt.
Schon 1342 wird in Großenhain eine Lateinschule erwähnt. Es wird angenommen, dass die Schultradition an dieser Stelle bereits in das späte Mittelalter zurückreicht und auch die beiden Stadtbrände von 1540 und 1744 nur vorübergehende Zäsuren darstellten. Es ist belegt, dass der Schulbetrieb im Jahr 1746, schon zwei Jahre nach der Zerstörung, wieder aufgenommen wurde.
Am 24. Oktober 1828 richtete Rentamtmann Karl Benjamin Preusker hier eine „Schulbibliothek“ ein. Der von Anfang an verfolgte Gedanke, dass sie allen Bürgern als Bildungsinstrument zur Verfügung stehen sollte, resultierte 1830 in der Neugründung der Ersten Vaterländischen Bürger-Bibliothek. Sie wird als erste öffentliche Bibliothek und Wurzel des öffentlichen Bibliothekswesens in Deutschland angesehen. Ebenfalls in der „Alten Lateinschule“ begründete Karl Benjamin Preusker 1830 eine Sonntagsschule für Lehrlinge und Gesellen. Sie sollten dort berufspraktische sowie allgemeinbildende Kenntnisse erwerben, um in der sich wandelnden Arbeitswelt der aufkeimenden Industrialisierung bestehen zu können. Die Sonntagsschule kann ideengeschichtlich als Vorläufer der dualen Bildung bzw. der heutigen Berufsschule betrachtet werden.
Von 1907 bis 1918 war das Heimatmuseum im Gebäude zu finden. Danach diente das Haus wieder als Schule. 1956 zog das Museum endgültig in das Gebäude ein.